# Жинујак
Жинујак (фр. Ginouillac) насеље је и општина у јужној Француској у региону Миди Пирене, у департману Лот која припада префектури Гурдон.
По подацима из 2011. године у општини је живело 174 становника, а густина насељености је износила 18,47 становника/km². Општина се простире на површини од 9,42 km². Налази се на средњој надморској висини од 350 метара (максималној 446 m, а минималној 215 m).

## Демографија
| 1962. | 1968. | 1975. | 1982. | 1990. | 1999. | 2011. |
| ----- | ----- | ----- | ----- | ----- | ----- | ----- |
| 115   | 143   | 137   | 128   | 130   | 165   | 174   |

График промене броја становника у току последњих година